# Centaurea akmanii
Centaurea akmanii — вид квіткових рослин айстрових (Asteraceae). Ендемік Туреччини.